# Орден Републике (Тунис)
Орден Републике (арап. وسام الجمهورية) је тунишанско одликовање које је установио предсједник Хабиб Бургиба. Додељује се домаћим и страним лицима која су допринела развоју Туниса и јачању његових институција, односно развоју међународних односа и угледа Туниса у свету.

## Историјат
Орден је основан 16. марта 1959. године Законом број 59-33 од стране предсједника Хабиба Бургибе, као награда за оне који су заслужни за проглашење Републике у Тунису, за подршку властима Републике и за јачање њених институција. Првобитна организација је подразумијевала један изузетни степен (Велика лента) и четири регуларна степена (Велики официр, Командир, Официр и Витез, односно 1, 2, 3. и 4. класа). На дан 29. јула 1963, Законом број 63-27, унијете су изјмене и потпуно промијењен изглед инсигнија. Организација није мијењана све до 1. децембра 1997, када је постојећој структури додата и посебна инсигнија на ланцу у три категорије: за Предсједника Туниса, за бивше Предсједнике Туниса, и за посебне туниске или иностране личности. У хијерархији туниских ордена 1965. године, Орден Републике заузимао је 2. мјесто.
| Орденске траке      |
| Изглед од 1959-1967 |
| Изглед од 1967      |

## Опис ордена
Орденски знак: петокрака пизанска звијезда чији краци дуж сваког бока имају ширу сребрну бордуру завршену косим урезом; краци су сребрни, емајлирани травнато зелено, и оперважени црвеним емајлом. Између суседних кракова су по три сребрна копља, врховима упоље, са по једним краћим сребрним зраком који их раздваја, сваки зрак формиран од по пет гранула. У центру је кружни зелено емајлирани медаљон са рељефном сребрном представом грба Туниса, окружен црвено емајлираним прстеном са арапским натписом AL-JUMHŪRIYYAH ATTŪNISIYYAH (Туниска Република). Реверс је празан. Орденски знак се носи о ленти „пистаћ-зелене” боје, са по две карминцрвене уске пруге близу сваке ивице, преко десног рамена, на лијевом боку. Орденска звијезда: истовјетна је по изгледу орденском знаку; носи се на лијевој страни груди.

## Одликовани Срби
- Константин Поповић
- Милица Чубрило